# AMX-50
AMX 50（本来の記法）またはAMX-50は、フランスのイシー＝レ＝ムリノー工廠 (AMX)が第二次世界大戦直後に開発した重戦車である。しかし、政治的・経済的状況の悪さから開発が遅れたことにより、50年代後半には開発が打ち切られた。

## 開発

### AMX M4
第二次世界大戦後、時代遅れの重戦車に固執していたフランス陸軍はARL-44を開発したが、この車両は強力な90mm砲を装備してはいたものの、サスペンションが旧式で近代的とは言いがたかった。そうした経緯から、戦争終結間際の1945年3月にはすでに、フランスの工業界ではさらに申し分のない性能を持つ戦車の開発に取り組み始めた。同年イシー＝レ＝ムリノー工廠（仏, Atelier de Construction d'Issy-les-Moulineaux）はM4と呼ばれる、シュナイダーの90mm砲を搭載したプロトタイプの開発計画、プロジェクト141を提出した。
このM4はドイツのティーガーIIに概形としては非常によく似ているが、砲塔は溶接された区画で構成されるも要求された30トンの重量制限のため装甲はむしろ薄く、最大でたった30mmでしかない。戦争後期のドイツ戦車が装備していたような、互いに重なり合った、千鳥式配置の転輪を装備していた（この車両の転輪数は8枚である）。この計画の一部には、近代的なトーションバーサスペンションの研究の意味合いも含まれた。
M4の試作車両は2両が発注された。陸軍はすぐ、30mmの防御性能をあまりにも低いと判断し、これに応じて装甲の増強を図ることとなった。重量を当初の計画通りに保つため、FAMHによって設計された奇抜な揺動砲塔（英語版）を搭載することになった。それでも予定の重量は置き換えられ、1949年に製作された試作車両の重量は53.7トンになり、名称もAMX-50となった。さらに、1950年の冬に武装を90mm砲からArsenal de Tarbesが開発した100mm砲に換装することになる。砲塔をわずかに設計変更し100mm砲を搭載した試作車両はすぐに完成した。この試作車両は長さ10.43m（砲身込み）、全幅3.4m、高さ3.41mであった。当時配備されていた中戦車よりも優れた速度を得るために1200馬力のエンジンを搭載することも企画された。マイバッハHL295（1945年にフリードリヒスハーフェンで工兵大将のJoseph Moliniéがドイツから接収）およびSaurerディーゼルエンジンがテストされたが、両方とも、当初予定されていた最高速度51km/hを達成できなかった。この試作車両は1950年から1952年の間にテストされた。
AMXでは、1946年から並行してM4の車体をベースに近代的な傾斜装甲を採用したAMX Chasseur de Charという軽装甲の34トン級戦車駆逐車を開発したが、試作車両すら製作されなかった。

### SOMUA SM
AMXと競合した車両として、ソミュア社も重戦車への要求にこたえるため、Char SOMUA SMを開発していた。彼らは、重さ56トンの試作車の製作に1946年に取り掛かり、1951年の10月に完成した。最終的には両社とも軍から同一で詳細な仕様に沿うことを強いられた。その結果、SOMUA SMも揺動砲塔を採用し、主砲を90mm砲から100mm砲に変更するなど、AMX-50に非常によく似たものとなった。最大の相違点は転輪が千鳥足式ではないことである。この車両のほとんどの部分が、十分に開発が進んでいなかった1953年の1月から6月の間にテストされ、進展の遅さから計画は破棄された。

### AMX 50 "120 mm"
第三のAMX-50計画が1951年の8月に開始された。先行型10両がDEFA (Direction des Études et Fabrications d'Armement)によって製作され、最初に完成したのは1953年である。このタイプはIS-3やT-10などソ連軍重戦車の脅威への対応のため、120mm砲を搭載したものである。大型の火砲を装備するために砲塔も大型化し、このタイプでも揺動砲塔の採用が決定した。装甲も増強されている。これらの改良のために重量は59.2トンまで増加している。1954年から1955年までこのタイプをさらに重戦車化することが目指され、surblindéと呼ばれる、IS-3のような低い砲塔に高い車体を持ち、重量は64トンに達するAMX-50装甲増強型が製作された。この過程でサスペンションの補強も行われたが、機械的な信頼性のために、1956年から1958年にかけ、車体全高を低めることで57.8トンまで重量低減が試みられた。これはsurbaisséという車高低減型として生産されたが、砲塔は再び背の高いTourelle D（第4の砲塔）となった。これまでマイバッハのエンジンを使い続けてきたが、出力1,000馬力が望まれており、1955年に特別に組まれた設計陣がドイツとの協力を得て開発に取り組んだ。楽観的に見積もって65km/hにまで速度は向上するように計画された。AMX-50は最終型を含めて5種類のプロトタイプが製作された。
1950年に、M4の車体をベースにした戦車駆逐車として120mm自走砲が作られた。この車両はフェルディナン・フォッシュから名前を取り、Canon Automoteur AMX 50 Fochと名付けられ、プロトタイプが完成した。これはAMX-50 100mm戦車に長距離からの砲撃支援を提供する目的で開発されたが、120mm型が開発されたため計画が破棄された。

## 解説
5種ものプロトタイプが作られたために、すべてに当てはまる解説を記述することはできない。これらの重量はおおよそ55トン前後であり、AMX-50計画で作られた車両は、戦争直後に開発された揺動砲塔装備のフランスAFV3種（AMX-13、EBR装甲車）のなかで最大である。揺動砲塔には防楯がなく、2種の独立したパーツが上下にボルトないし軸で蝶番に合わさり、火砲は2種のパーツのうち上部構造に搭載される。砲身を水平方向に旋回させる場合は一般的な砲塔と同様に行うが、砲を上下させる、いわゆる俯仰のためには砲塔の上部構造全体が、下部に覆いかぶさるようにして行う。この方式には2種の利点がある。ひとつは砲身を俯仰させ、砲塔内で動かすためのスペースを用意する必要がなく、砲塔の内部容積が小さくできること。そしてそのため比較的シンプルに多砲弾マガジンを用いた自動装填装置を搭載することができ、マガジンを装填さえすれば高い射撃レートでの砲撃が可能なことである。この自動装填装置も砲塔上部構造の、後部に設置されている。これは口径が100mmまでなら十分に作動するが、120mm砲が搭載されるようになってからは、使用砲弾の重量増大により作動の信頼性が低下するようになった。揺動砲塔はこの時期の流行であり、アメリカにおいてもT-57やT-58などに計画されている。しかし、それを実際に運用段階にまで進ませたのはフランスのみであった。
車体の走行装置は、良好な不整地踏破能力をもたらすためにトーションバーサスペンションが用いられた。ドイツ軍の車両であるティーガーIやパンターはフランスにおいても戦後運用され、これらを彷彿とさせる車体とサスペンションは実際に参考にされた。特にエンジンデッキ、スプロケット、クローラはドイツの設計を色濃く反映している。両側に千鳥式に9つずつ備える転輪もかなりよく似ている。この千鳥足式の転輪配置は、良質なゴムがドイツにおいて不足していたため、他になるべく上手く接地圧を分散しうる手段として採用されたものだが、フランスの設計陣は、この転輪配置がゴム不足対策であることに当初気づくことができなかった。フランスではゴムが不足しているわけでもなく、本来必要のない構造だったのだ。こうしたことから転輪は重量と車高を抑えるため初期計画より小さくなっている。しかし車高は高いままであり、この問題は第5の試作車両だけでしか解決されていない。履帯は5つの上部転輪を有する。千鳥足式はすべての試作型で採用されており、転輪数は当初計画されていた8つから9つへ変更された。小型の転輪が内側に4つ、外側には5つ並んでいる。
エンジンとトランスミッションシステムは、車体後部に後部起動輪とともに配置されている。このトランスミッションはパンターに搭載されていたZF製のものに由来する。駆動と操向はひとつのアセンブリに統合されており、ギア各段のもたらす旋回半径が選択可能である。エンジンは火花点火式の燃料噴射機構を持つマイバッハHL295 12気筒29.5リットルが採用された。計画では、最終的に馬力/リッター比が40以上の出力1,200馬力を目指した。これはこの時点の技術レベルでは高すぎる目標であり、比率30ですら達成できなかった。
車体側面は垂直でありパンターの影響が見られ、前面は第一および第三の試作型ではパンターやティーガーIIに似た、およそ40度の角度が付いた傾斜装甲を採用している。最初と二番目の試作型において、正面装甲の防御レベルは120mm相当であった。
- Lorraine 40・・・軽量化型。